# Punkzilla
Punkzilla è una compilation del 2001 di vari artisti punk ed emo, edita da Nitro Records.

## Tracce
1. Dream Of Waking – 3:04 (AFI)
2. Democracy? – 3:15 (The Damned)
3. Not The Same – 3:08 (Bodyjar)
4. Behind The Music – 2:44 (The Vandals)
5. Still – 3:06 (Rufio)
6. Jennifer Lost the War[2] – 2:37 (The Offspring)
7. Wasted – 1:52 (T.S.O.L.)
8. You Know How It Is – 2:18 (Stavesacre)
9. Black Clouds vs. Silver Linings – 2:19 (Ensign)
10. Hit Machine – 2:01 (Guttermouth)
11. Wester – 3:03 (AFI)
12. Misunderstanding Maybe – 3:11 (Divit)
13. A Thousand Days – 2:12 (The Offspring)
14. Why Are You Alive? – 2:35 (The Vandals)
15. Lookin For Action – 4:06 (The Damned)
16. Sold – 2:01 (T.S.O.L.)
17. Birds & Bees – 2:13 (Original Sinners)
18. Michael – 3:16 (Son of Sam)
19. Hypnotized – 2:35 (The Turbo A.C.'s)
20. Days of The Phoenix – 3:29 (AFI)